# Simone Beissel
Simone Beissel, née le 27 avril 1953 à Luxembourg, est une avocate et femme politique luxembourgeoise.

## Biographie

### Études et formations
Après son baccalauréat en 1972, Simone Beissel poursuit des études de Droit et de Sciences politiques à Aix-en-Provence et à Paris. Elle est diplômée de l'Institut d'études politiques de Paris (section Relations internationales, promotion 1978).

### Carrière professionnelle
Avocate depuis 1983 elle est aussi chargée de cours à l’Institut National d’Administration Publique (INAP) en droit constitutionnel, subsidiairement en droit commercial.
Depuis 1978, elle est également collaboratrice du Centre de Recherches Administratives de l’Université d'Aix-Marseille III.
Simone Beissel a aussi été Expert Rapporteur du Conseil de l’Europe en droit constitutionnel et science administrative (mission auprès du Gouvernement de Macédoine à Skopje).

### Carrière politique
Simone Beissel s’engage auprès du Parti démocratique en 1987 pour devenir la Secrétaire du DP circonscription centre de 1989 à 2000. Elle a également été Vice-Présidente du DP de 2004 à 2013.
Sa carrière politique commence le 30 septembre 1991 à la Ville de Luxembourg où elle est depuis lors membre du Conseil communal. De 2000 à 2005 et depuis 2009 Simone Beissel est membre du collège échevinal et s’occupe des dossiers d’infrastructures, construction et architecture de même que du service incendie-sauvetage tout comme des ressorts sports et loisirs.
Simone Beissel a assumé tout au long de son parcours de nombreuses responsabilités bénévoles telle que Présidente du Conseil National de Femmes (1995-1996). Aujourd’hui encore elle préside les Femmes libérales, et est présidente de l’harmonie Municipale Hollereich, Luxembourg-Gare, Cessange et du club de football FC Voirie-Eaux.
La députée démocratique cependant trouve de moins en moins le temps de pratiquer activement du sport, alors qu’elle est une passionnée de voile. Durant les années 1967-1973 elle a été, ensemble avec son frère René Beissel, à plusieurs reprises Championne de voile du Grand-duché de Luxembourg.
En 1999 Simone Beissel est élue une première fois à la Chambre des Députés où elle siégea 5 ans avant d’être réélu le 20 octobre 2013. Depuis elle est Vice-Présidente du Bureau, Vice-Présidente de la Commission des Institutions et de la Révision constitutionnelle, membre de la Commission Juridique et membre de la Commission du Règlement.
Simone Beissel est également Présidente de la Commission de l'Enseignement supérieur, de la Recherche, des Médias, des Communications et de l'Espace ainsi que Vice-Présidente de la Commission des Affaires intérieures et membre de la Commission de l'Economie.
Par ailleurs Simone Beissel est membre effectif de la Délégation luxembourgeoise auprès de l'Assemblée parlementaire de l'Union pour la Méditerranée (APUPM).

### Vie privée
La députée libérale est mariée et mère de deux filles, Martine et Diane.

## Détail des mandats et fonctions

### Membre de la Chambre des Députés
- Député depuis le 13/11/2013
- Député honoraire du 12/10/2004 au 12/11/2013
- Député du 12/08/1999 au 05/06/2004

### Fonctions
- Membre du Parti démocratique depuis le 01/12/1986
- Membre du groupe politique démocratique depuis le 13/11/2013
- Vice-Président du Bureau depuis le 05/12/2013
- Membre de la Commission du Règlement depuis le 05/12/2013
- Vice-Président de la Commission des Affaires intérieures depuis le 05/12/2013
- Membre de la Commission de l'Economie depuis le 05/12/2013
- Président de la Commission de l'Enseignement supérieur, de la Recherche, des Médias, des Communications et de l'Espace depuis le 05/12/2013
- Membre de la Commission juridique depuis le 05/12/2013
- Membre effectif de la Délégation luxembourgeoise auprès de l'Assemblée parlementaire de l'Union pour la Méditerranée (APUPM) depuis le 05/12/2013
- Membre effective de la Délégation auprès de l'Union Interparlementaire (UIP) depuis le 21/01/2014
- Membre du Groupe de Travail "Conférence des Présidents des Commissions permanentes" depuis le 05/12/2013
- Vice-Présidente de la Commission des Institutions et de la Révision constitutionnelle depuis le 22/01/2016
- Membre de la Sous-commission "Préservation des entreprises et Modernisation du droit de la faillite" de la Commission juridique depuis le 24/02/2016

### Fonctions antérieures
- Membre de la Sous-commission "Modernisation du droit luxembourgeois des sociétés" de la Commission juridique du 19/01/2016 au 12/07/2016
- Vice-Président de la Commission des Institutions et de la Révision constitutionnelle (sauf pour le projet de loi 6675 et la proposition de loi 6589B) du 05/02/2014 au 21/01/2016
- Membre de la Commission des Institutions et de la Révision constitutionnelle du 05/12/2013 au 04/02/2014
- Membre de l'Association des Anciens Députés (AAD) jusqu'au 12/11/2013
- Membre de la Commission des Media et des Communications du 12/08/1999 au 10/10/2000
- Membre de la Commission juridique du 12/08/1999 au 10/10/2000
- Membre de la Commission de l'Enseignement supérieur, de la Recherche et de la Culture du 12/08/1999 au 15/02/2000
- Vice-Président du Parti démocratique du 10/10/2004 à 2013
- Membre suppléant de la Délégation luxembourgeoise à l'Assemblée parlementaire de l'Organisation pour la Sécurité et la Coopération en Europe (OSCE) du 12/08/1999 au 05/06/2004
- Vice-Président de la Commission des Media et des Communications du 10/10/2000 au 05/06/2004
- Vice-Président de la Commission juridique du 10/10/2000 au 05/06/2004
- Membre de la Commission des Institutions et de la Révision constitutionnelle du 12/08/1999 au 05/06/2004
- Membre de la Commission de l'Enseignement supérieur, de la Recherche et de la Culture (sauf pour le volet Ens. supérieur) du 10/10/2000 au 05/06/2004
- Membre de la Commission des Classes moyennes, du Tourisme et du Logement du 12/08/1999 au 05/06/2004

### Mandats communaux et professions
- Président, Commission Economique et Sociale (VDL) depuis le 19/09/2013
- Présidente de la Commission ECOS, Comité des Régions depuis 09/2012
- Echevin , Ville de Luxembourg depuis 2009
- Conseiller communal, Ville de Luxembourg de 2005 à 2009
- Présidente, EUREGIO SaarLorLux de 2003 à 2005
- Vice-Présidente et membre luxembourgeois du Bureau, Comité des Régions de l'UE depuis 2002
- Membre titulaire, Comité des Régions de l'Union Européenne depuis 2000
- Echevin , Ville de Luxembourg de 1999 à 2005
- Collaboratrice, pour compte de la Faculté de Droit et de Sciences politiques d'Aix-Marseille depuis 1994
- Conseiller communal, Ville de Luxembourg du 30/09/1991 à 1999
- Chargée de cours en droit constitutionnel et en droit commercial, Institut de Formation Administrative depuis 1983
- Juge de paix suppléant, Justice de Paix de Luxembourg de 1982 à 1999
- Avocat-avoué depuis 1981
- Correspondante étrangère occasionnelle, Revue Française de Droit Administratif depuis 1980
- Avocat à la Cour depuis 02/1979
- Collaboratrice, pour compte du Centre National de Recherche Scientifique Paris (CNRS) de 1978 à 1993
- Collaboratrice, Centre de Recherches Administratives de l'Université d'Aix-Marseille III depuis 1978